# Parapseudes francispori
Parapseudes francispori is een naaldkreeftjessoort uit de familie van de Parapseudidae. De wetenschappelijke naam van de soort is voor het eerst geldig gepubliceerd in 1980 door Bacescu.